# Liste der Biografien/Bly
Liste der Biografien |
Portal Biografien |
Personensuche
# |
A |
B |
C |
D |
E |
F |
G |
H |
I |
J |
K |
L |
M |
N |
O |
P |
Q |
R |
S |
T |
U |
V |
W |
X |
Y |
Z |
?
 
Ba |
Be |
Bd |
Bg |
Bh |
Bi |
Bj |
Bl |
Bm |
Bn |
Bo |
Br |
Bs |
Bu |
Bw |
By |
Bz
 
Bla |
Ble |
Bli |
Blj |
Blk |
Bll |
Blo |
Blu |
Bly
Die Liste der Biografien führt alle Personen auf, die in der deutschsprachigen Wikipedia einen Artikel haben. Dieses ist eine Teilliste mit 40 Einträgen von Personen, deren Namen mit den Buchstaben „Bly“ beginnt.

## Bly
- Bly, Dré (* 1977), US-amerikanischer American-Football-Spieler
- Bly, Nellie (1864–1922), US-amerikanische JournalistinNellie Bly (1864–1922)

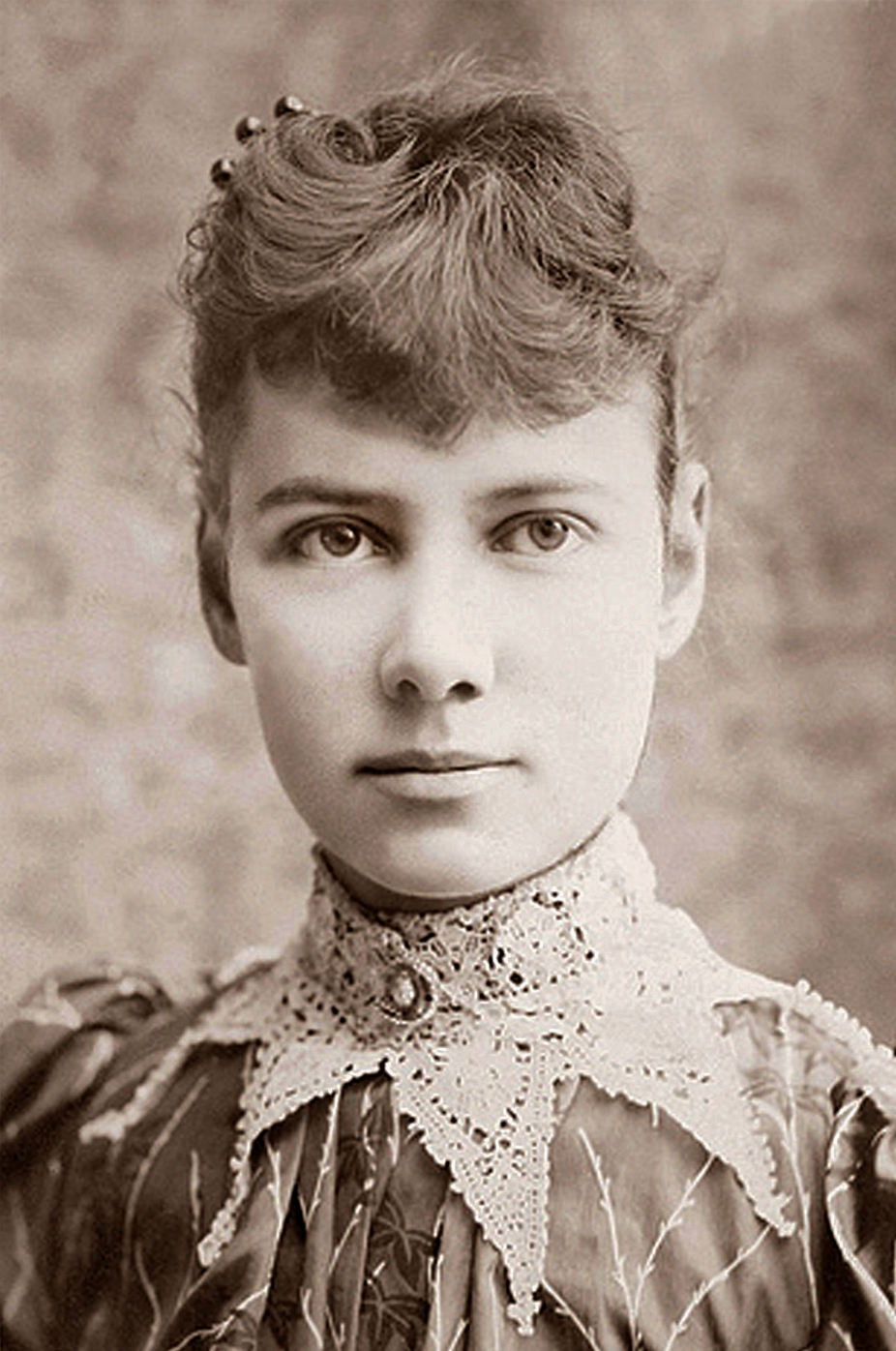
Nellie Bly (1864–1922)

- Bly, Robert (1926–2021), US-amerikanischer Schriftsteller mit norwegischen Wurzeln

### Blyd
- Blyden, Edward Wilmot (1832–1912), liberianischer Staatsmann

### Blye
- Blye, Margaret (1942–2016), US-amerikanische Schauspielerin

### Blym
- Blyma, Franz Xaver († 1812), tschechischer Komponist, Geiger und Dirigent

### Blyn
- Blynn, Jeff (* 1954), US-amerikanischer Schauspieler in italienischen Filmen
- Blynn, Sharon (* 1972), US-amerikanische Schauspielerin

### Blys
- Blystad, Wilhelm (1881–1954), norwegischer Hochspringer und Hürdenläufer
- Blystad-Bjerke, Kristin (* 1980), norwegische Fußballspielerin
- Blystone, John G. (1892–1938), US-amerikanischer Filmregisseur
- Blystone, Richard (1936–2018), US-amerikanischer Journalist

### Blyt
- Blyth, Ann (* 1928), US-amerikanische Schauspielerin
- Blyth, Anna (* 1988), britische Bahnradsportlerin
- Blyth, Arthur (1823–1891), australischer Politiker, Premierminister von South Australia
- Blyth, Chay (* 1940), schottischer Segler
- Blyth, Edward (1810–1873), englischer Zoologe und Ornithologe
- Blyth, James (1838–1906), britischer Ingenieurwissenschaftler und Erfinder
- Blyth, James, Baron Blyth of Rowington (* 1940), britischer Manager und Politiker
- Blyth, Jim (* 1955), schottischer Fußballtorhüter
- Blyth, Madonna (* 1985), australische Hockeyspielerin
- Blyth, Mark (* 1967), britisch-US-amerikanischer Politikwissenschaftler
- Blyth, Mel (1944–2024), englischer Fußballspieler
- Blyth, Phoebe (1816–1898), schottisch-britische Philanthropin, Frauenrechtlerin und Bildungsaktivistin
- Blyth, Reginald Horace (1898–1964), englischer Schriftsteller, Anglist und Japanologe
- Blyth, Tom (* 1995), britischer SchauspielerTom Blyth (* 1995)

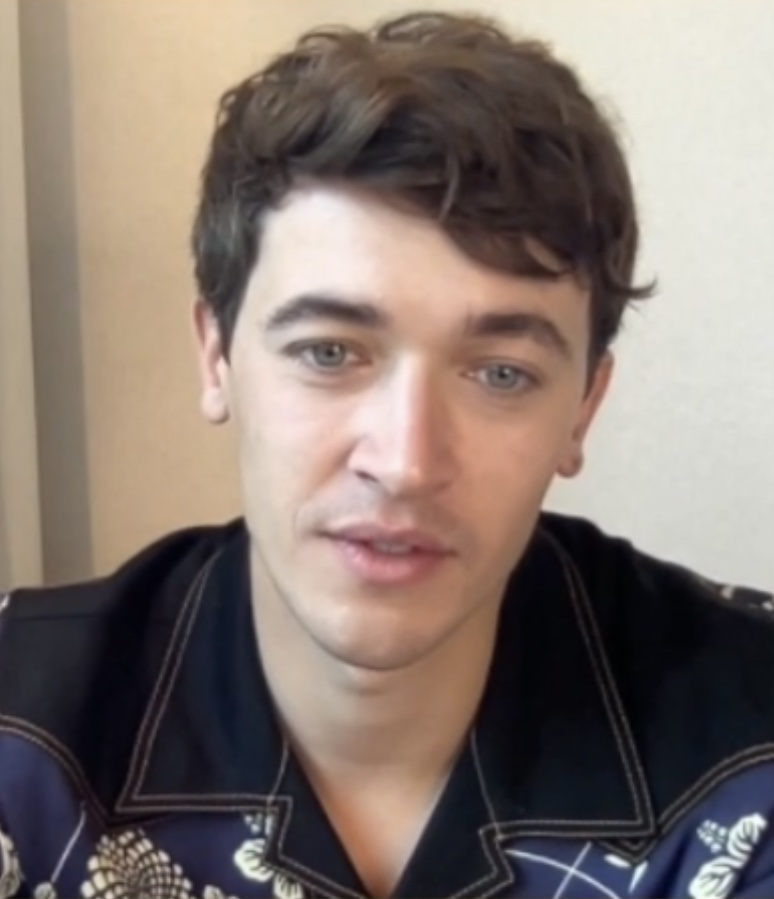
Tom Blyth (* 1995)

- Blythe, Adam (* 1989), englischer Radrennfahrer
- Blythe, Arthur (1940–2017), US-amerikanischer Jazzmusiker
- Blythe, Austin (* 1992), US-amerikanischer American-Football-Spieler
- Blythe, Betty (1893–1972), US-amerikanische Schauspielerin
- Blythe, David Gilmour (1815–1865), US-amerikanischer Maler und Dichter
- Blythe, Ernest (1889–1975), irischer Politiker, Minister
- Blythe, Jimmy (1901–1931), US-amerikanischer Jazz- und Boogie-Pianist
- Blythe, John († 1499), englischer Priester, Bischof von Salisbury
- Blythe, Peter (1934–2004), britischer Schauspieler
- Blythe, Randy (* 1971), US-amerikanischer Musiker
- Blyton, Billy Blyton, Baron (1899–1987), britischer Politiker (Labour), Mitglied des House of Commons
- Blyton, Enid (1897–1968), britische Kinderbuchautorin
- Blytt, Axel Gudbrand (1843–1898), norwegischer Botaniker, Mykologe, Geologe und Universitätsprofessor
- Blytt, Matthias Numsen (1789–1862), norwegischer Botaniker und Universitätsprofessor